# Zübeyde
Zübeyde är ett kvinnonamn med turkiskt ursprung. I Sverige finns ca 50 kvinnor som bär namnet, varav nästan alla bär det som sitt tilltalsnamn.
Namnsdag saknas.

## Personer med namnet Zübeyde
- Zübeyde Simsek, dokusåpadeltagare.